# 死亡诗社
《春風化雨》（英語：Dead Poets Society）是1989年彼得·威尔导演的电影。本片讲述一間传统学校的老师用反传统的方法来教学生们诗歌、文学、生活的故事。电影不仅是主演罗宾·威廉斯的经典之作，同时也是一部讲述师生关系的优秀电影。
2022年8月，《IndieWire》列出40部最佳悲傷電影名冊裡，本片榜上有名。

## 劇情
故事發生在1959年，托德·安德森進入威爾頓學院就讀高二，這是一所位於美國佛蒙特州的傳統男子寄宿学校，以嚴格的紀律和保守的教育風格聞名。托德內向害羞，壓力極大，他的室友是尼爾·派瑞，一位聰明但受父親控制的學生。透過尼爾，托德結識了一群好友，包括諾克斯·歐佛斯特、理察·卡麥隆、史蒂文·麥克斯、傑拉德·匹茲和查理·道爾頓。
新學年開始，英文老師約翰·基廷來到學校授課，他畢業於威爾頓學院，曾在剑桥大学修讀英語文學。基廷用與傳統截然不同的方式教導學生，他鼓勵學生「採擷今日」，要活出精彩人生。他讓學生站上講桌，象徵從不同角度看待世界，並要求他們撕掉課本中用數學公式分析詩歌的部分，讓他們用感受來理解詩詞。此外，他還帶領學生在校園內自由行走，鼓勵他們發展自己的風格，而非盲目順從社會規範。他的教學方式引起了學校嚴格的校長蓋爾·諾蘭的注意。
當學生們發現基廷年輕時曾是「死亡詩社」的成員後，尼爾決定重新成立這個秘密詩社，並與好友們偷偷溜出校園，在洞穴內朗誦詩歌。他們受到基廷的影響，開始探索自己真正的興趣與夢想。例如，諾克斯愛上了啦啦隊長克麗絲·諾爾，即使她已經有男友，他仍勇敢追求她；而尼爾則發現自己對戲劇表演充滿熱情，並瞞著父親參加了當地劇團的《仲夏夜之夢》，飾演帕克。與此同時，基廷也幫助托德克服自卑，在課堂上引導他突破內心障礙，勇敢表達自己。
然而，學生們的行為逐漸引起學校的警覺。查理在校刊上匿名發表文章，呼籲學校應該接受女生入學，結果遭到諾蘭校長的體罰，並被要求交出詩社成員名單，但他拒絕妥協。基廷得知後提醒學生們，自由並非沒有代價，做決定時要考慮後果。
尼爾的父親發現他參與戲劇後，強迫他退出，並命令他日後放棄演戲，專心準備考上哈佛大学的醫學院。尼爾向基廷求助，基廷鼓勵他嘗試與父親溝通，勇敢為自己的夢想發聲。然而，尼爾還是決定隱瞞父親，偷偷完成了演出。當尼爾的父親看到兒子的表演時，並沒有表現出任何欣賞或認可，反而在演出結束後，當場帶走尼爾，並告知他將立刻轉學到軍校。當晚，尼爾因絕望與無助，在家中舉槍自盡。
尼爾的死震驚了全校，校方開始調查原因。理察·卡麥隆為了保護自己，將責任全部推給基廷，聲稱是他鼓勵學生反抗權威，間接導致尼爾的死亡。為了避免懲處，卡麥隆還出賣了其他詩社成員。查理無法接受，憤怒地毆打了卡麥隆，結果被校方開除。其餘學生則在家長與校方的壓力下，被迫簽署證詞，指控基廷。最終，基廷因此遭到解僱。
在基廷離開學校的那一天，諾蘭校長暫代他的課程，並試圖重新建立學校的紀律。然而，當基廷來教室收拾個人物品時，托德終於鼓起勇氣，大聲向基廷表達對他的敬意。儘管校長威脅他，但托德仍然站上課桌，向基廷致敬，並高喊：「哦，船长，我的船长！」接著，其他詩社成員一個接一個站上課桌，用這句話表達對基廷的支持與感謝。基廷看到這一幕，眼含淚光，欣慰地離開了教室。

## 演员
- 罗宾·威廉斯 飾演 約翰·基廷 (John Keating)，新任英文教師
- 羅伯·蕭恩·萊納德 飾演 尼爾·派瑞 (Neil Perry)
- 伊森·霍克 飾演 托德·安德森 (Todd Anderson)
- 乔西·查尔斯 飾演 諾克斯·歐佛斯特 (Knox Overstreet)
- 蓋爾·漢森（英语：Gale Hansen） 飾演 查理·道爾頓 (Charlie Dalton)
- 迪倫·庫斯曼（英语：Dylan Kussman） 飾演 理查德·卡麥隆 (Richard Cameron)
- 阿勒隆·魯杰羅（英语：Allelon Ruggiero） 飾演 史蒂文·麥克斯 (Steven Meeks)
- 詹姆士·華特斯頓 飾演 傑拉德·匹茲 (Gerard Pitts)
- 諾曼·洛伊德（英语：Norman Lloyd） 飾演 蓋爾·諾蘭 (Dr. Gale Nolan)，道爾頓學院的校長
- 亞歷山德拉·包爾斯（英语：Alexandra Powers） 飾演 克麗絲·諾爾 (Chris Noel)，諾克斯的暗戀對象，利奇威高中的啦啦隊長

## 制作
- 电影最初的导演定为杰夫·卡尼，但是当罗宾·威廉斯出演此前后，就让彼得·威尔成为该片的导演。
- 电影中基廷老师扮演者曾有另外两位人选，為达斯汀·霍夫曼和比尔·莫瑞。达斯汀·霍夫曼称赞罗宾·威廉斯在試演中表現地非常出色，並聲稱會比他自己要出演的好。
- 电影中的学校是美国特拉华州的一所名为圣安德鲁斯学院的寄宿学校。学校的场景都是在那里拍摄完成的。
- 导演彼得·威尔拍摄电影是按照故事发展的顺序拍摄完成，之所以这样做，是能够在拍摄的过程中，逐步增加师生的感情，并加强学生对老师崇敬之情。

## 荣誉
| 頒獎典禮               | 獎項                 | 結果 |
| ---------------------- | -------------------- | ---- |
| 奥斯卡金像奖           | 奥斯卡最佳原创剧本奖 | 獲獎 |
| 奥斯卡金像奖           | 最佳电影             | 提名 |
| 奥斯卡金像奖           | 最佳导演             | 提名 |
| 奥斯卡金像奖           | 最佳男主角           | 提名 |
| 英国电影和电视艺术学院 | 最佳影片             | 獲獎 |
| 英国电影和电视艺术学院 | 最佳配乐奖           | 獲獎 |
| 凯撒电影奖             | 最佳外语片           | 獲獎 |
| 金球獎                 | 最佳剧情片           | 提名 |
| 金球獎                 | 最佳导演             | 提名 |
| 金球獎                 | 最佳剧情片男主角     | 提名 |
| 金球獎                 | 最佳剧本             | 提名 |
| 美国导演工会奖         | 最佳影片导演         | 提名 |
| 美国编剧工会奖         | 最佳原创剧本         | 提名 |

## 延伸閱讀
- Munaretto, Stefan. . Hollfeld: Bange. 2005. ISBN 3-8044-1817-1 （德语）.

## 外部連結
- 開眼電影網上《春風化雨》的資料（繁體中文）
- 豆瓣电影上《死亡诗社》的資料 （简体中文）
- 时光网上《死亡诗社》的資料（简体中文）
- AllMovie上的资料（英文）
- 爛番茄上的資料（英文）
- Box Office Mojo上的資料（英文）
- TCM电影资料库上的资料（英文）
- Metacritic上的資料（英文）
- 互联网电影数据库（IMDb）上的资料（英文）